# Stefan Hristov
Stefan Koychev Hristov,  nascido em 12 de julho de 1985 em Stara Zagora no oblast de Stara Zagora, é um ciclista búlgaro, membro da equipa Vereia.

## Biografia
Em 2013, está seleccionado para representar o seu país durante a Ciclismo em estrada dos campeonatos mundiais. Termina a carreira no 95.º posto num grupo de atrasados chegados com 8 min e 55 s de atraso ao vencedor.

## Palmarés
- 2006
  -  Medalhista de prata no campeonato dos Balkans do contrarrelógio esperanças
  - 3.º do campeonato da Bulgária em estrada esperanças
- 2008
  - 2.º do campeonato da Bulgária em estrada
- 2010
  - Volta a Trakya :
    - Classificação geral
      - 1.ª e 4. ª etapas

    - 4. ª etapa da Volta a Marmara
- 2012
  - Grande Prêmio Dobrich II
- 2013
  - 5. ª etapa da Volta à Bulgária
- 2014
  -  Campeão da Bulgária do contrarrelógio
  - Volta a Szeklerland :
    - Classificação geral

  - 2.º e 3.ºa (contrarrelógio) etapas
- 2015
  - Volta à Bulgária :
    - Classificação geral

  - 2. ª etapa
  - 2.º do campeonato da Bulgária em estrada
- 2016
  - 2.º do North Cyprus Cycling Tour
  - 3.º da Volta a Mersin
- 2018
  - 3.º do campeonato da Bulgária em estrada
  - 3.º do campeonato da Bulgária da contrarrelógio

## Classificações mundiais
| Ano             | 2008   | 2009 | 2010   | 2011  | 2012  | 2013  | 2014  | 2015  | 2016  |
| UCI Africa Tour |        |      | 163.º. |       |       |       |       |       |       |
| UCI Asia Tour   |        |      | 270.º. |       |       |       |       |       |       |
| UCI Europe Tour | 408.º. |      | 178.º  | 623.º | 308.º | 552.º | 182.º | 103.º | 835.º |